# جولیان جیکوبز
جولیان جیکوبز (انگلیسی: Julian Jakobs؛ زادهٔ ۱۵ فوریهٔ ۱۹۹۰) بازیکن فوتبال اهل آلمان است.
از باشگاه‌هایی که در آن بازی کرده‌است می‌توان به اشپورت فقاند زیگن و باشگاه فوتبال هانزا روستوک اشاره کرد.